# Saint-Georges-sur-Moulon
Saint-Georges-sur-Moulon is een gemeente in het Franse departement Cher (regio Centre-Val de Loire) en telt 667 inwoners (1999). De plaats maakt deel uit van het arrondissement Bourges.

## Geografie
De oppervlakte van Saint-Georges-sur-Moulon bedraagt 9,5 km², de bevolkingsdichtheid is 70,2 inwoners per km².
De onderstaande kaart toont de ligging van Saint-Georges-sur-Moulon met de belangrijkste infrastructuur en aangrenzende gemeenten.

## Demografie
Onderstaande figuur toont het verloop van het inwonertal (bron: INSEE-tellingen).